# Dhaulagirius altitudinalis
Genre
Espèce
Dhaulagirius altitudinalis, unique représentant du genre Dhaulagirius, est une espèce d'opilions laniatores de la famille des Assamiidae.

## Distribution
Cette espèce est endémique du Népal. Elle se rencontre dans les massifs de l'Annapurna et du Dhaulagiri Himal.

## Description
Les mâles mesurent de 2,5 à 3,7 mm et les femelles de 2,5 à 3,4 mm.

## Systématique et taxinomie
Cette espèce a été décrite par Martens en 1977.
Ce genre a été décrit par Martens en 1977 dans les Phalangodidae. Il est placé dans les Assamiidae par Martens en 2021.

## Publication originale
- Martens, 1977 : « Opiliones aus dem Nepal-Himalaya. III. Oncopodidae, Phalangodidae, Assamiidae (Arachnida). » Senckenbergiana biologica, vol. 57, no 4/6, p. 295–340.